# 오네가이 티쳐
오네가이 티쳐(일본어: おねがい☆ティーチャー, Please Teacher!)는 이데 야스노리가 감독하고 구로다 요스케가 각본을 쓰고 반다이 비주얼이 제작한 2002년 SF (장르) 및 로맨틱 코미디 애니메이션 TV 시리즈이다. 나중에 만화와 라이트 노벨로 각색되었으며, 친구들과 새 선생님을 만난 후 그들에게 일어나는 이상한 일들을 중심으로 전개된다.
오네가이 티쳐 애니메이션 시리즈는 2002년 1월 10일부터 3월 28일까지 WOWOW 위성 TV 네트워크를 통해 일본에서 초연되었으며, 원래 TV에서 처음으로 방영된 12개의 에피소드와 2002년 10월 25일에 DVD로 출시된 OVA 에피소드를 포함하여 총 13개의 에피소드로 구성되었다. 곧 만화로 출간되어 2002년 1월 미디어웍스의 소년 만화 잡지인 월간 코믹 전격 대왕에 연재되었으며, 나중에 2003년 3월에 출판된 오네가이 티쳐: 미즈호와 케이의 은하수라는 제목의 라이트 노벨로도 각색되었다.
오네가이 티쳐 애니메이션 시리즈는 2003년 7월 15일부터 10월 14일까지 WOWOW에서 초연된 스핀오프 속편인 오네가이 트윈즈(Please Twins!)로 곧 이어졌다.
애니메이션이나 만화에서는 언급되지 않았지만 시리즈의 배경은 일본 나가노현에 위치한 기자키 호수이며, 이 지역과 그 주변 지역은 시리즈 전반에 걸쳐 눈에 띄고 정확하게 등장한다. 소설에는 등장인물들이 다니는 학교가 나가노 현립 키자키 고등학교라고 나와 있다. 이 학교는 JR 오이토선을 타고 기자키 호수에서 남쪽으로 약 1시간 거리에 있는 마쓰모토시의 아가타노모리 공원에 위치한 구 마츠모토 고등학교를 기반으로 한다. 카에데와 효스케가 서 있는 탑은 시 북서쪽에 있는 조야마 공원에 있다. 미즈호의 아버지에 대한 언급은 2009년 이후에 시리즈를 시작한다. 그녀의 나이가 23세인 점을 고려하면 이 이야기는 2034년 이전에 발생하지 않는다.

## 같이 보기
- 오네가이 트윈즈
- 그 여름에서 기다릴게